# الصيرة (رداع)

تعديل مصدري - تعديل

حارة الصيرة هي إحدى حارات مدينة رداع أحد مدن محافظة البيضاء، بلغ تعداد سكانها 1157 نسمة حسب تعداد اليمن لعام 2004.